# Беспаловское сельское поселение
Беспа́ловское се́льское поселе́ние — муниципальное образование в составе Урюпинского района Волгоградской области.
Административный центр — хутор Беспаловский.

## История
Беспаловское сельское поселение образовано 30 марта 2005 года в соответствии с Законом Волгоградской области № 1037-ОД.
26 апреля 2019 года в его состав вошли населённые пункты упразднённого Вихлянцевского сельского поселения.

## Население
| 2010 | 2012 | 2013 | 2014 | 2015 | 2016 | 2017 |
| ---- | ---- | ---- | ---- | ---- | ---- | ---- |
| 539  | ↘532 | ↘523 | ↘519 | ↘502 | ↘483 | ↘476 |
| 2018 | 2019 | 2020 | 2021 |      |      |      |
| ↘470 | ↗482 | ↗666 | ↘643 |      |      |      |

## Состав сельского поселения
| № | Населённый пункт | Тип населённого пункта        | Население |
| - | ---------------- | ----------------------------- | --------- |
| 1 | Астаховский      | хутор                         | 78        |
| 2 | Балтиновский     | хутор                         | 11        |
| 3 | Беспаловский     | хутор, административный центр | 528       |
| 4 | Вихлянцевский    | хутор                         | 174       |

### Упразднённые населённые пункты
- Зорниковский — упразднённый в 2006 году хутор[14].